# Carillon de Taninges
Le carillon de Taninges est installé dans le clocher de l'église Saint Jean-Baptiste de Taninges. Il est le premier carillon de la Haute-Savoie et le cinquième de Rhône-Alpes par le nombre de cloches, actuellement à 44.

## Histoire

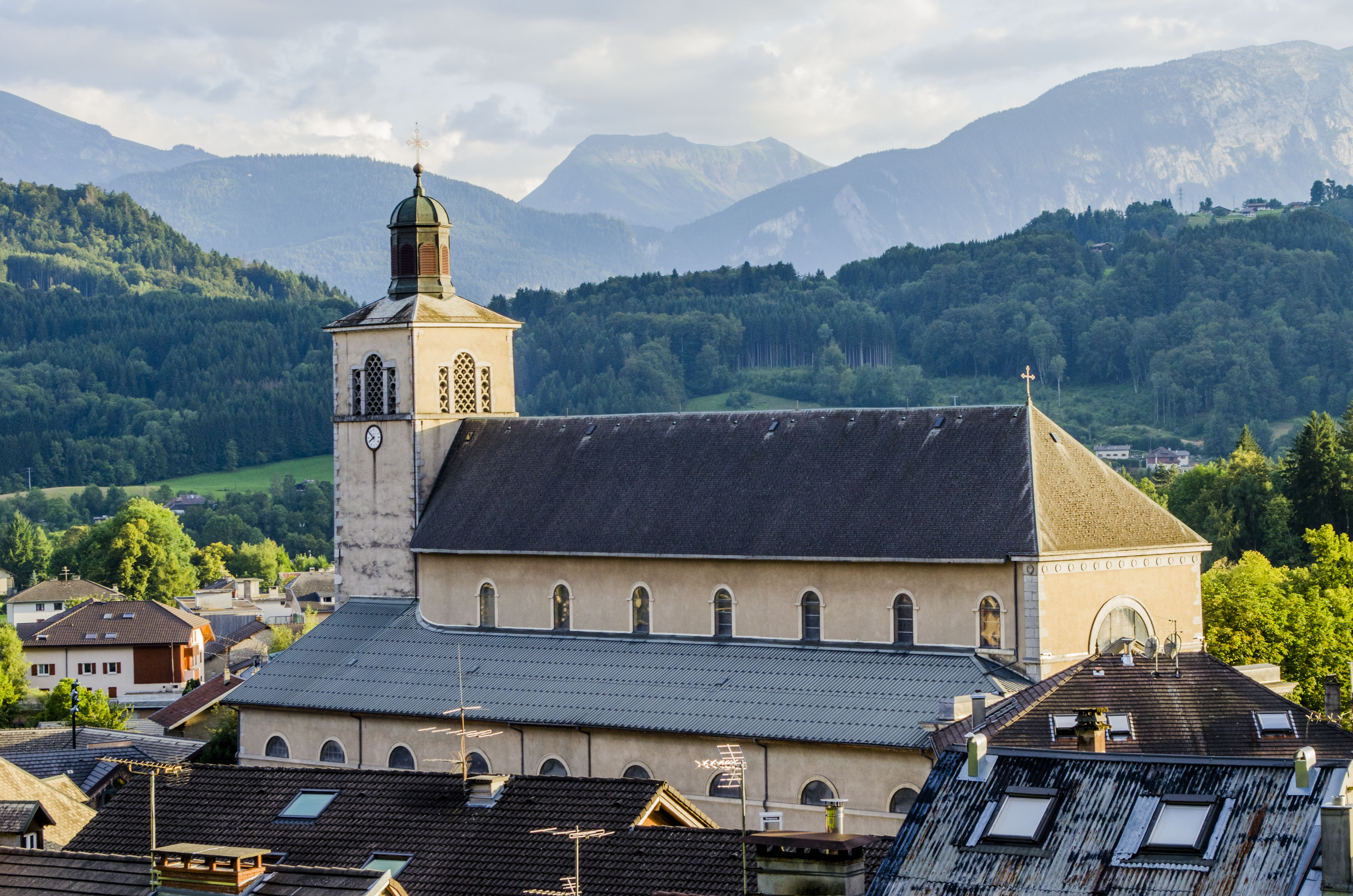
L'église Saint-Jean-Baptiste vu depuis les hauteurs du bourg.

L'idée du carillon a été portée dans les années 1930 par l'abbé Basthard-Bogain, prêtre de Taninges depuis 1932. Musicien il décide un jour de sa construction et durant trois ans il va travailler sur son projet avant de lancer un appel à souscription en 1936. Les sommes arrivent lentement mais sûrement.
Le 7 août 1939, la fonderie Paccard d'Annecy-le-Vieux, livre par camion à l'église Saint Jean-Baptiste, le nouveau carillon constitué d'un clavier, d'un banc avec dossier et de 15 cloches. Le clavier était à l'origine destiné au carillon de l'église Saint-Nicaise de Reims et est constitué de 30 touches et d'un palier de 12. Les cloches représentent un poids total de 1 440 kg, la plus petite — un fa dièse — pèse 34,5 kg et la plus grosse — un do — pèse de 225 kg.
L'installation dure 8 jours et le carillon est inauguré le 15 août 1939. Pour monter au clavier, il faut gravir les 127 marches du clocher. Il est utilisé en toute occasion, pour les fêtes religieuses, les baptêmes et les mariages. L'abbé Basthard-Bogain y interprète aussi quelques morceaux profanes dont certains sont de sa composition.
En 1967, l'abbé prend sa retraite et se retire à la Roche-sur-Foron où il meurt quelques années plus tard des suites d'une opération chirurgicale. Le carillon n'a plus de titulaire, tombe dans l'oubli et se délabre lentement.
À partir de 1984, le carillon connaît une renaissance grâce à quelques passionnés et au soutien d'acteurs économiques locaux, de la commune de Taninges et du Conseil général. A cette occasion,France 3 consacrera un reportage sur le triste état de ce magnifique instrument de l'art campanaire. L'association du Carillon de Taninges est créée en 1985. Des travaux sont lancés, « sans soutien du ministère de la Culture ».

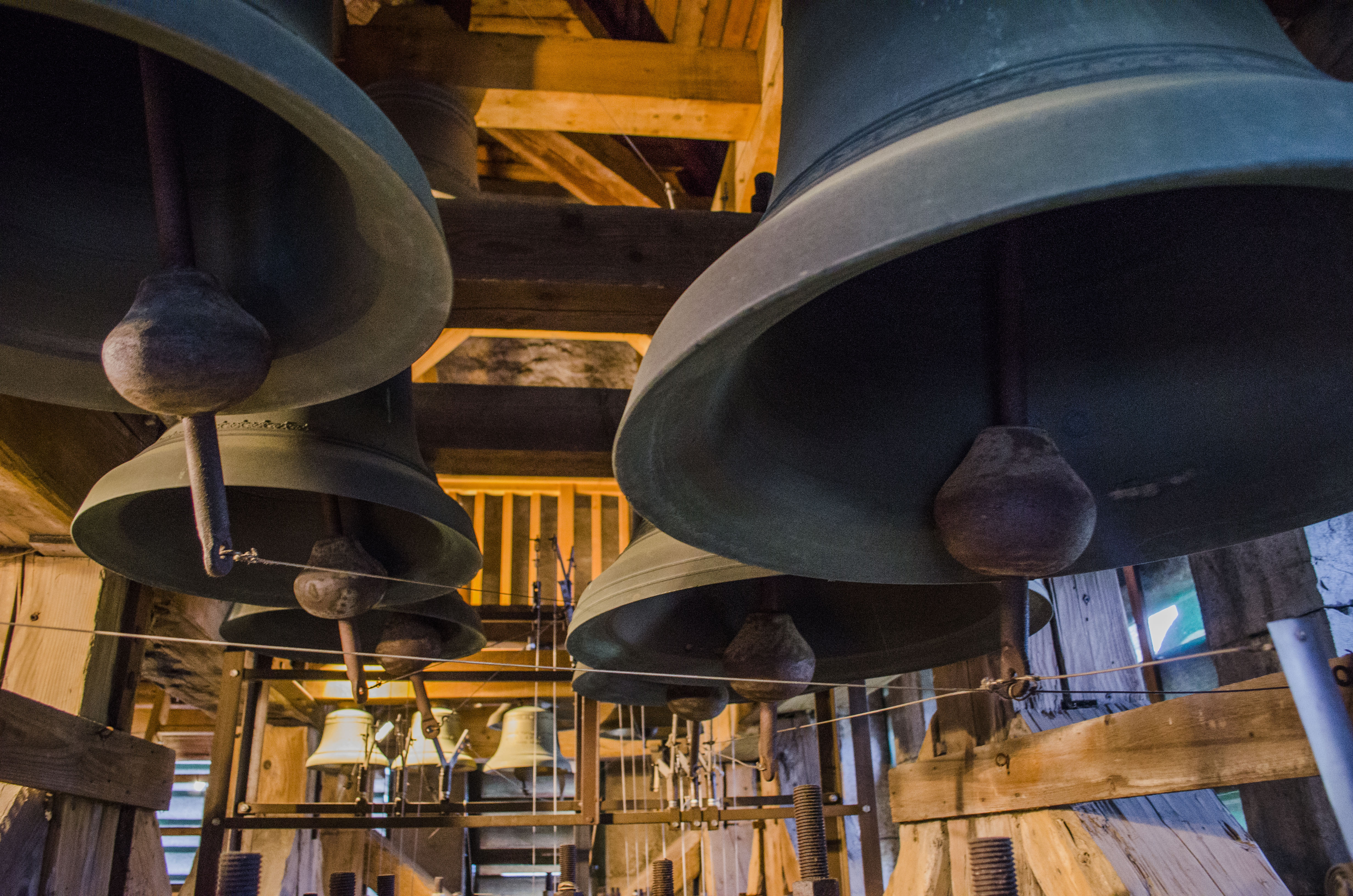
Quelques cloches du carillon...

En 1985 est lancé un projet de restauration comprenant le nettoyage, le rehaussement du clavier, la mise au point de la mécanique des touches ainsi que l'installation de 9 cloches supplémentaires. La mairie de Taninges accepte de prendre en charge le montant des réparations et de l'installation des cloches. Une souscription publique est alors lancée pour leur achat dont le montant recueilli permet d'en commander 5. Elles sont installées et baptisées le 28 mai 1989. 
En 1989, la commune récupère l'ancienne cloche de la chartreuse de Mélan fondue en 1767 et retrouvée par hasard à l'église de La Muraz. D'un poids de 350 kg, classée Monument historique, elle est nommée Antoinette-Marie-Thérèse et devient la 21e cloche du carillon.

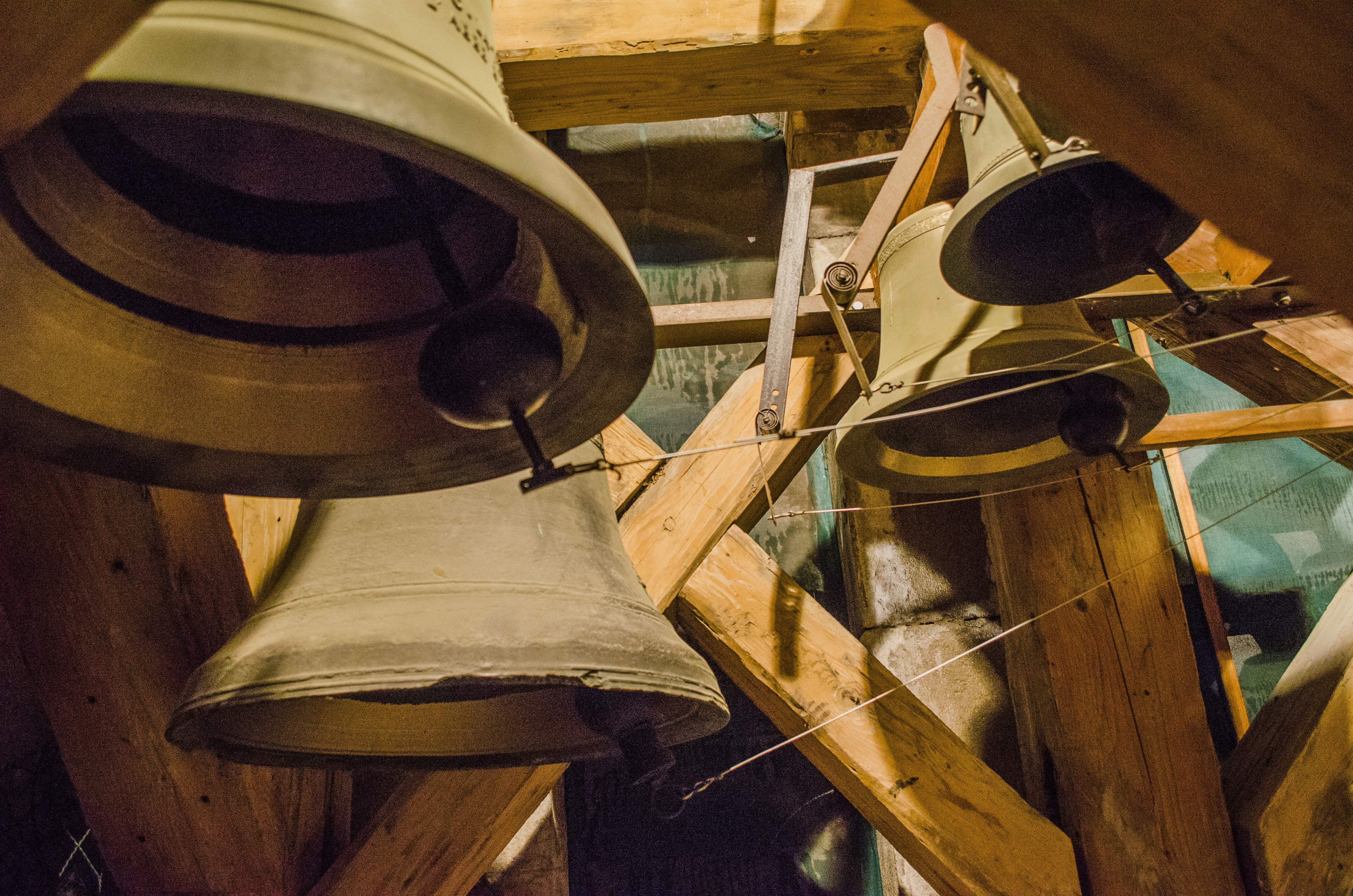
Au premier plan, la cloche de l'an 2000. Au fond, Antoinette-Marie-Thérèse

En 1996, un rapport  de l'inspection générale de la Musique effectue l'analyse du carillon et encourage l'association à poursuivre ses efforts. La commune décide alors de financer des travaux d'amélioration et de confort. Les liaisons mécaniques sont refaites et un clavier d'étude électronique est acheté. Il permet d'effectuer des stages de formation et la première école de carillon de Haute-Savoie est créée. 
En 1998, l'argent de la souscription permet de commander et d'installer 5 nouvelles cloches et 3 autres en 1999. Le 30 mars 2000, France 3 diffuse un reportage spécial dans le cadre de l'émission Faut pas rêver enregistré le jour de l'inauguration de la 29e cloche. En l'an 2000, la trentième cloche est installée ; d'un poids de 180 kg, on peut lire l'inscription suivante : « An 2000 - La trentième - hommage à l'abbé Basthard-Bogain ».
En 2005, grâce à l'aide financière de la Municipalité de Taninges, de la Région, du Conseil Général et de l'Association du Carillon, dix cloches fabriquées par la fonderie Eijbouts sont installées (7 petites cloches dans l'octave 6 & 7 et 3 grosses cloches dans l'octave 3) ce qui le porte à 40 cloches pour un poids total de 3 943 kg.
Un projet d'évolution par ajout de 4 cloches supplémentaires (ce qui le rapprocherait des 50 et l'installerait dans la catégorie des grands carillons) a été initié  vers 2008 mais le financement était encore manquant. 
Elles arriveront finalement au printemps 2018. Elles ont été bénies par l'abbé Bruno Hébert, curé de la paroisse, le 28 mai 2018, avant d'être hissées au clocher. Le nouvel instrument étoffé a été inauguré le 8 juin 2018.

## Tourisme et musée de l'harmonium

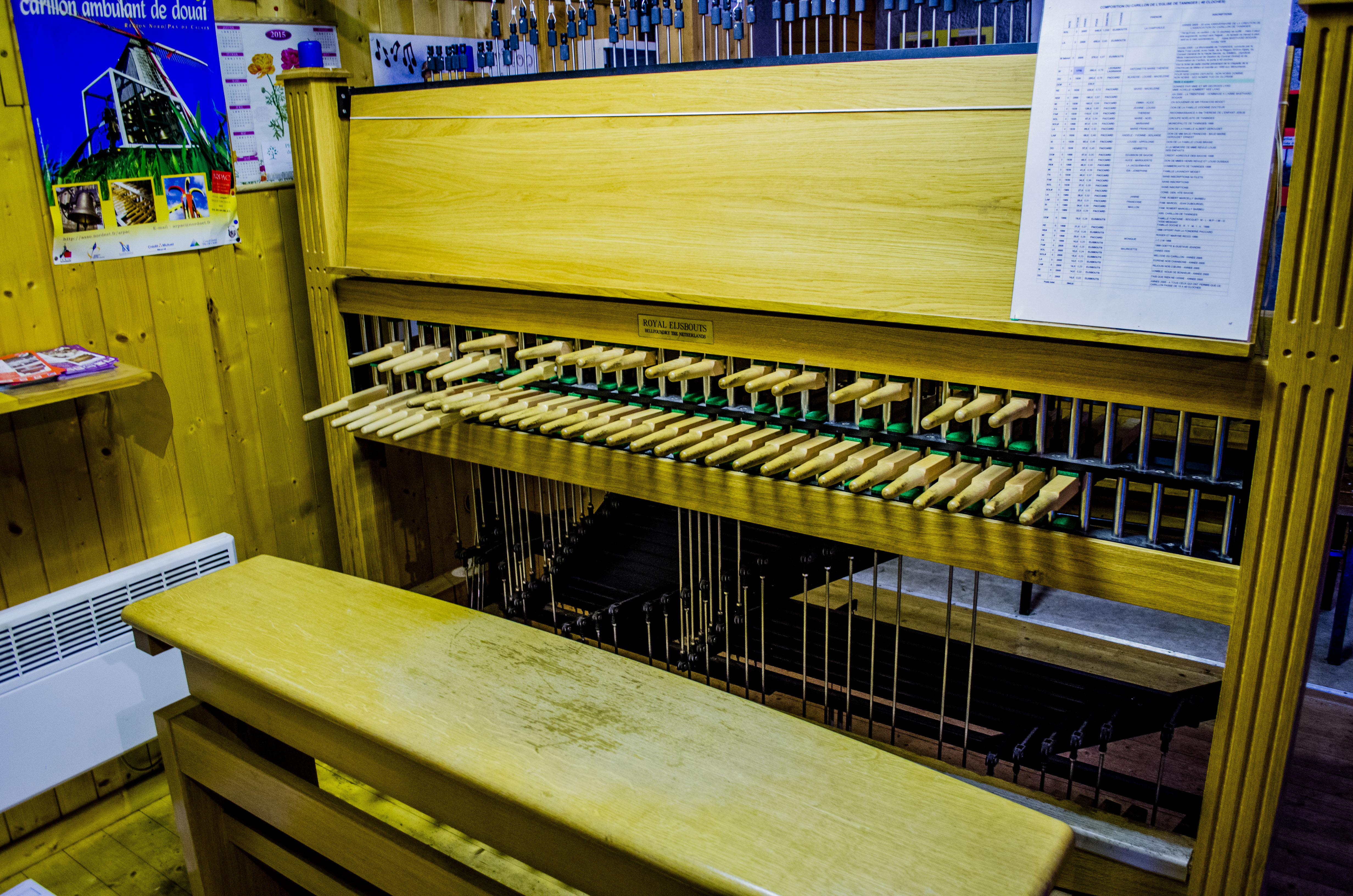
Le clavier du carillon.

L'impressionnante taille du clocher a permis l'installation d'un musée consacré à l'harmonium et à l'art campanaire. Le musée possède ainsi une collection de treize harmoniums, dont le plus ancien remonte au milieu des années 1840. Il accueille en moyenne 3 000 visiteurs par an.
Depuis 2003, ce carillon est dans le Guide Michelin, il est joué par de grands carillonneurs en été. Et il est joué tout au long de l'année par les carillonneurs locaux. L'Association du Carillon de Taninges a pour but de porter le carillon à 50 cloches. Des visites sont aussi organisées pour des groupes en appelant l'office du tourisme.
Le carillon de Taninges à la particularité d'être l'un des seuls carillon au monde à être équipé, au sein de son clocher, du petite salle de concert aménagée, pouvant accueillir environ une cinquantaine de personnes ; chose parfois troublante pour certains carilloneurs, qui ont généralement l'habitude de jouer seul dans le clocher.
Un escalier de 127 marches permet d'accéder à cette salle, puis un autre escalier plus petit permet quant à lui de visiter la salle des cloches, et d'admirer les 47 cloches du clocher.

## Les cloches de volée

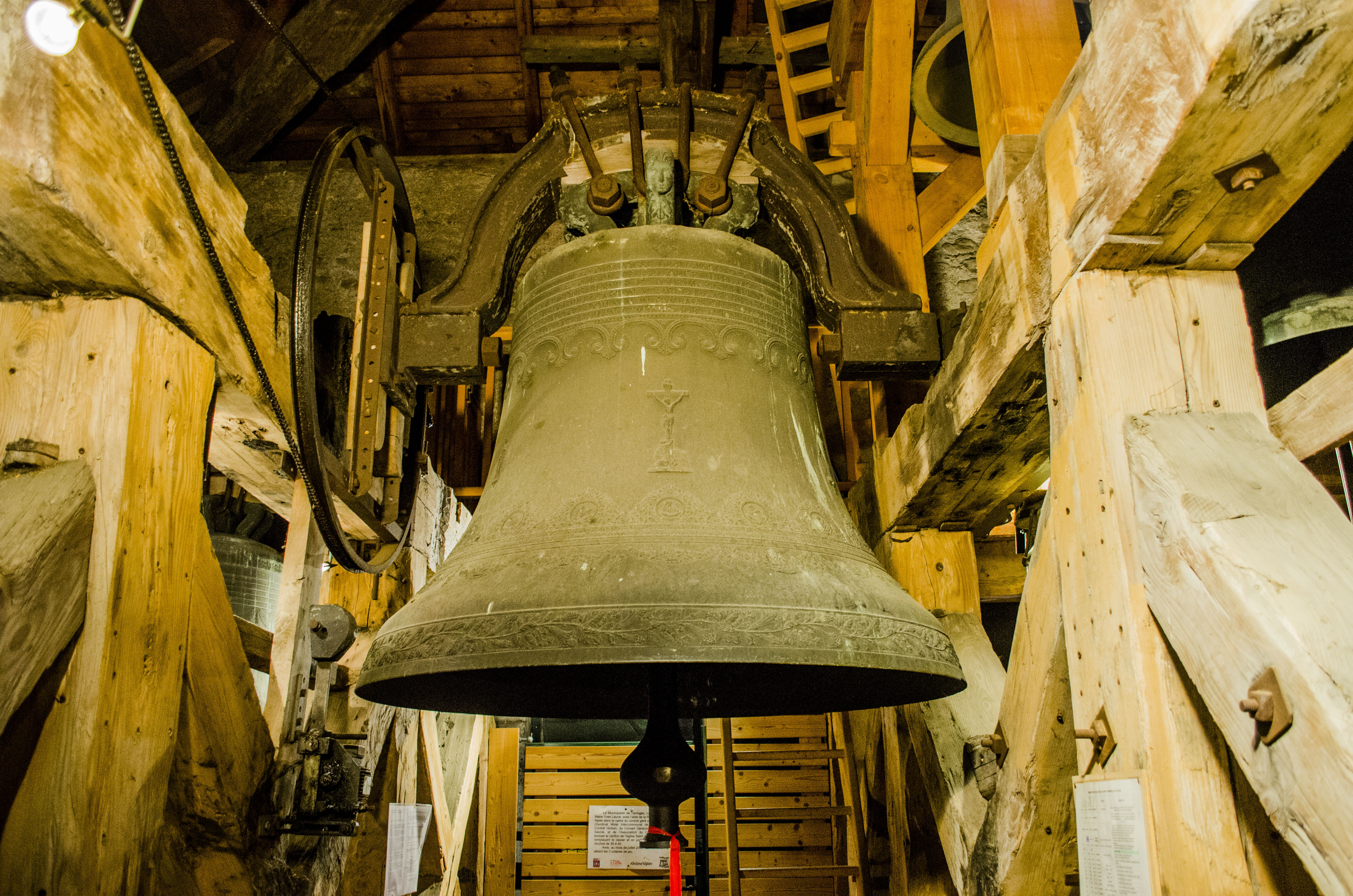
Le bourdon de l'église, Louise-Thérèse.

En plus des 44 cloches du carillon, le clocher abrite trois cloches destinée à l'usage exclusif de l'église. Jadis à la corde, elles ont été électrifiées en juillet 1935 sous l'impulsion de l'initiateur du carillon, l'Abbé Bogain.
Le bourdon porte le nom de "Louise-Thérèse". Fondu en 1909 par les frères Georges et Francisque Paccard d'Annecy-le-Vieux, il pèse 2630 kg. Elle est la refonte de plusieurs cloches dont deux bourdons de 1816 et 1848, eux-mêmes succédant à des cloches de l'ancienne église paroissiale.
Deux petites cloches accompagnent cette grosse cloche qui ne sonne que pour les enterrements et les fêtes. La plus petite d'entre elles a été fondue à Carouge par Jean-Baptiste Pitton en 1811. Elle pèse 275 kg. Sa grande sœur pèse 800 kg et elle a été fondue par les frères Beauquis de Quintal en 1866.
Les trois cloches de volée produisent les notes : Si grave (bourdon), Fa dièse et La dièse.

### Articles
- Culture en Haute-Savoie
- Liste des monuments historiques de la Haute-Savoie